# Ida Wettyn
Ida (Hidda von Wettin) (ur. 1031/1035 - zm. po 1061) - księżna czeska z dynastii Wettynów, żona księcia Spitygniewa II.
Urodziła się między rokiem 1031 a 1035. Była jedyną córką Dytryka I, margrabiego Łużyc Dolnych, i Matyldy Miśnieńskiej, wnuczką margrabiego miśnieńskiego Ekkeharda I i siostrzenicą Ekkeharda II. Została wydana za księcia czeskiego Spitygniewa II. Miała ze Spitygniewem co najmniej dwoje dzieci: nieznaną z imienia córkę i syna Świętobora Fryderyka. Po śmierci męża w 1061 została wraz z dziećmi wygnana z Czech.